# Reconstrucción (Estados Unidos)

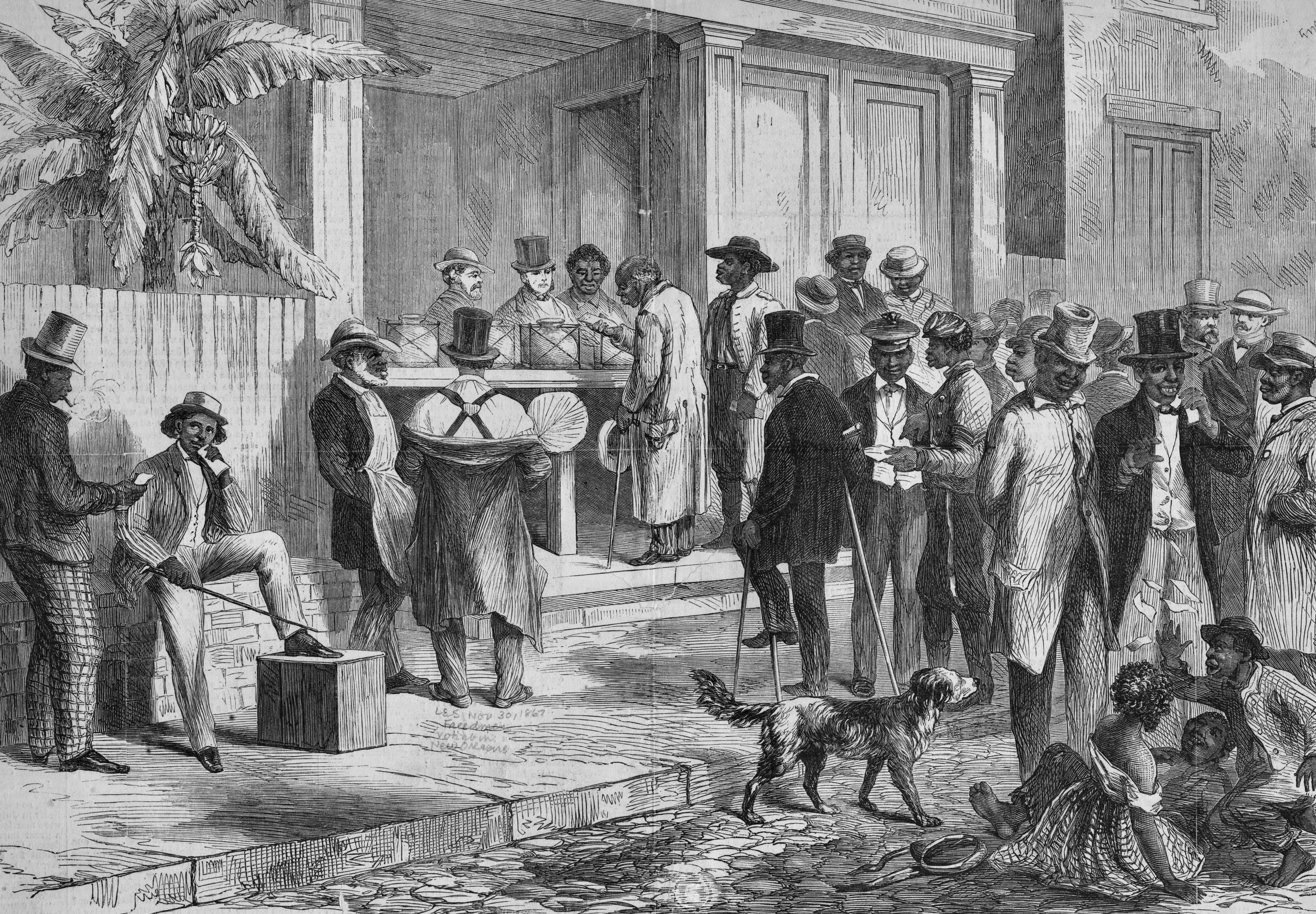
Exesclavos votando en Nueva Orleans, grabado de 1867

La Reconstrucción fue un periodo de la historia estadounidense que duró de 1865 a 1877. El término tiene dos aplicaciones: la primera se aplica a la historia completa de todo el país desde 1865 hasta 1877 después de la guerra de Secesión; el segundo, al intento de transformación de los 11 estados exconfederados de 1863 a 1877, según lo ordenado por el Congreso. La reconstrucción puso fin a los restos del nacionalismo confederado y puso fin a la esclavitud, haciendo que los nuevos esclavos fueran ciudadanos libres con derechos civiles aparentemente garantizados por tres nuevas enmiendas constitucionales. Tres visiones de la memoria de la guerra civil aparecieron durante la Reconstrucción: la visión de reconciliación, que estaba arraigada en hacer frente a la muerte y la devastación que la guerra había traído; la visión de la supremacía blanca, que incluía el terror y la violencia; y la visión de emancipación, que buscaba la libertad plena, la ciudadanía y la igualdad constitucional para los afroamericanos.
Los presidentes Abraham Lincoln y Andrew Johnson adoptaron posiciones moderadas para devolver al Sur a la Unión lo más rápido posible, mientras que los Republicanos Radicales en el Congreso buscaron medidas más fuertes para mejorar los derechos de los afroamericanos, incluida la Decimocuarta Enmienda a la Constitución de los Estados Unidos, al tiempo que se reducen los derechos de los ex-confederados, como a través de las disposiciones del proyecto de ley Wade-Davis. Johnson, un exsenador de Tennessee y expropietario de esclavos, siguió una política indulgente hacia los ex-confederados. Los últimos discursos de Lincoln muestran que se estaba inclinando a apoyar la libertad de voto de todos los libertos, mientras que Johnson se oponía a esto.
Las interpretaciones de Johnson sobre las políticas de Lincoln prevalecieron hasta las elecciones legislativas de 1866. Esas elecciones siguieron a los estallidos de violencia contra los afroamericanos en los antiguos estados rebeldes, incluidos los disturbios de Memphis de 1866 y los disturbios de Nueva Orleans ese mismo año. Las elecciones posteriores de 1866 le dieron a los republicanos la mayoría en el Congreso, lo que les permitió aprobar la Decimocuarta Enmienda, tomar el control de la política de Reconstrucción, eliminar a los ex confederados del poder y conferir el derecho de voto a los libertos. Una coalición republicana llegó al poder en casi todos los estados del sur y se dispuso a transformar la sociedad mediante el establecimiento de una economía laboral libre, utilizando el ejército de los EE. UU. y al Buró de los Libertos (Freedmen's Bureau en inglés). El Buró protegió los derechos legales de los libertos, negoció los contratos laborales y estableció escuelas e iglesias para ellos. Miles de norteños llegaron al sur como misioneros, maestros, hombres de negocios y políticos. Los blancos hostiles comenzaron a referirse a estos políticos como "carpetbaggers".  
A principios de 1866, el Congreso aprobó el Buró de Libertos y los Proyectos de Derechos Civiles, y los envió a Johnson para que los firmara. El primer proyecto de ley extendió la vida del buró, originalmente establecido como una organización temporal encargada de ayudar a los refugiados y esclavos liberados, mientras que el segundo definió a todas las personas nacidas en los Estados Unidos como ciudadanos nacionales con igualdad ante la ley. Después de que Johnson vetó los proyectos de ley, el Congreso anuló su veto y convirtió el Acta de Derechos Civiles en el primer proyecto de ley importante en la historia de los Estados Unidos que se convirtió en ley al anular el veto presidencial. Los republicanos radicales en la Cámara de Representantes, frustrados por la oposición de Johnson a la Reconstrucción propuesta por el Congreso, presentaron cargos de proceso de destitución. La acción falló por un voto en el Senado. Las nuevas leyes nacionales de reconstrucción, en particular las leyes que requieren el sufragio (el derecho al voto) para los libertos, indignaron a los supremacistas blancos en el sur, dando lugar al Ku Klux Klan. Durante 1867-69 el Klan asesinó a republicanos y libertos en el sur, incluido el congresista de Arkansas James M. Hinds.
Elegido en 1868, el presidente republicano Ulysses S. Grant apoyó la Reconstrucción del Congreso y reforzó la protección de los afroamericanos en el Sur a través del uso de las Actas de aplicación aprobadas por el Congreso. Grant usó estas medidas para combatir eficazmente al Ku Klux Klan, que fue prácticamente aniquilado, aunque una nueva encarnación del Klan finalmente volvería a tener prominencia nacional en la década de 1920. Sin embargo, el presidente Grant no pudo resolver las crecientes tensiones dentro del Partido Republicano entre los norteños por un lado, y los republicanos originalmente provenientes del Sur por el otro (este último grupo sería etiquetado como "Scalawags" por aquellos que se oponen a la Reconstrucción). Mientras tanto, los "Redentores", los autodenominados conservadores (en estrecha cooperación con una facción del Partido Demócrata) se opusieron firmemente a la reconstrucción. Ellos alegaron la corrupción generalizada de los "Carpetbaggers", el gasto estatal excesivo y los impuestos excesivos. Mientras tanto, el apoyo público a las políticas de Reconstrucción, que requería una supervisión continua del Sur, se desvaneció en el Norte después de que los Demócratas, que se oponían firmemente a la Reconstrucción, recuperaron el control de la Cámara de Representantes en 1874. En 1877, como parte de una negociación del Congreso para elegir al republicano Rutherford B. Hayes como presidente tras las elecciones presidenciales de 1876, las tropas del Ejército de EE. UU. ya no apoyaban a los gobiernos estatales republicanos. La reconstrucción fue un capítulo significativo en la historia de los derechos civiles estadounidenses. El historiador Eric Foner argumenta:

Lo que sigue siendo cierto es que la Reconstrucción falló, y que para los negros su fracaso fue un desastre cuya magnitud no puede ser oscurecida por los logros genuinos que perduraron.

## Fechas de la era de la Reconstrucción
En los diferentes estados, la Reconstrucción comenzó y terminó en diferentes momentos; La Reconstrucción federal terminó con el Compromiso de 1877. En décadas recientes, la mayoría de los historiadores siguen al historiador Eric Foner al fechar la Reconstrucción del sur como comenzando en 1863 (con Emancipación y el experimento Port Royal) en lugar de 1865. El final usual siempre ha sido 1877. Políticas de reconstrucción fueron debatidas en el Norte cuando comenzó la guerra y comenzaron en serio después de la Proclamación de Emancipación de Lincoln, emitida el 1 de enero de 1863.

## Historia de la Reconstrucción

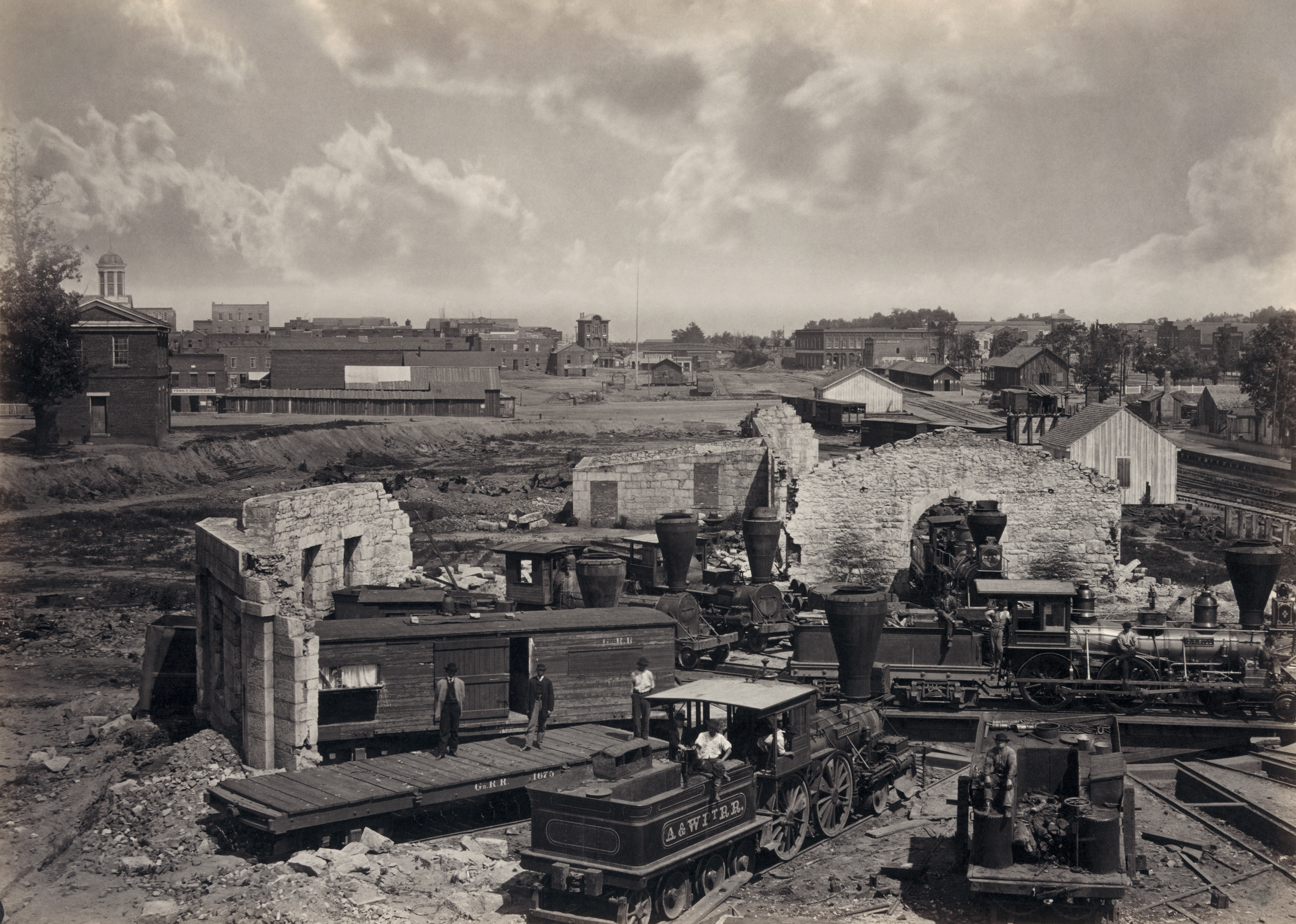
Estación de trenes en Atlanta, destruida tras la Guerra de Secesión.

Cuando los estados confederados regresaron bajo el control del ejército de los EE. UU., el presidente Abraham Lincoln estableció gobiernos reconstruidos en Tennessee, Arkansas y Luisiana durante la guerra. Experimentó dando tierra a afroamericanos en Carolina del Sur. En el otoño de 1865, el nuevo presidente Andrew Johnson declaró que los objetivos de guerra de la unidad nacional y el fin de la esclavitud se habían logrado, y que la reconstrucción se había completado. Los republicanos en el Congreso, negándose a aceptar los términos indulgentes de Johnson, rechazaron a los nuevos miembros del Congreso, algunos de los cuales habían sido altos funcionarios confederados unos meses antes. Johnson rompió con los republicanos después de vetar dos proyectos de ley claves que apoyaban al Buró de Libertos y proporcionaba derechos civiles federales a los libertos. Las elecciones del Congreso de 1866 giraron en torno al tema de la Reconstrucción, produciendo una amplia victoria republicana en el Norte y proporcionando a los republicanos radicales suficiente control del Congreso para anular los vetos de Johnson y comenzar su propia "Reconstrucción Radical" en 1867. Ese mismo año, el Congreso eliminó a los gobiernos civiles del sur y colocó a la antigua Confederación bajo el gobierno del ejército de los EE. UU. El ejército llevó a cabo nuevas elecciones en las que los esclavos liberados podían votar, mientras que a los blancos que habían ocupado cargos directivos bajo la Confederación se les denegó temporalmente el voto y no se les permitió postularse para un cargo.
En diez estados, coaliciones de libertos, recién llegados del norte (carpetbaggers) y sureños blancos que apoyaron la Reconstrucción (scalawags) cooperaron para formar gobiernos estatales birraciales republicanos. Introdujeron varios programas de reconstrucción que incluyen: financiar las escuelas públicas, establecer instituciones caritativas, aumentar los impuestos y financiar las mejoras públicas, como la mejora del transporte y el transporte por ferrocarril. Los opositores conservadores llamaron a los regímenes republicanos corruptos e instigaron la violencia hacia libertos y blancos que apoyaban la Reconstrucción. La mayor parte de la violencia fue llevada a cabo por miembros del Ku Klux Klan (KKK), una organización terrorista secreta estrechamente aliada con el Partido Democrático del sur. Los miembros del Klan atacaron e intimidaron a los afroamericanos que buscaban ejercer sus nuevos derechos civiles, así como a los políticos republicanos del sur que favorecían esos derechos civiles. Uno de esos políticos asesinados por el Klan en la víspera de las elecciones presidenciales de 1868 fue el congresista republicano James M. Hinds de Arkansas. La violencia generalizada en el sur condujo a la intervención federal del presidente Ulysses S. Grant en 1871, que reprimió al Klan. Sin embargo, los demócratas blancos, que se hacen llamar "Redentores", recuperaron el control de los estados del sur uno por uno, a veces utilizando el fraude y la violencia para controlar las elecciones estatales. Una profunda depresión económica nacional tras el pánico de 1873 condujo a importantes avances demócratas en el norte, el colapso de muchos esquemas ferroviarios en el sur y una creciente sensación de frustración en el norte.
El final de la Reconstrucción fue un proceso escalonado, y el período de control republicano terminó en diferentes momentos en diferentes estados. Con el Compromiso de 1877, la intervención militar en la política del Sur cesó y el control republicano colapsó en los últimos tres gobiernos estatales en el Sur. Esto fue seguido por un período que los sureños blancos llamaron "Redención", durante el cual las legislaturas estatales dominadas por blancos promulgaron las leyes de Jim Crow y, comenzando en 1890, privaron a la mayoría de los afroamericanos y muchos blancos pobres de una combinación de enmiendas constitucionales y leyes electorales. La memoria blanca de la Reconstrucción de los sureños demócratas jugó un papel importante en la imposición del sistema de supremacía blanca de segregación, de ciudadanía de segunda clase para los afroamericanos usando las leyes conocidas como leyes de Jim Crow.

## Propósito
La reconstrucción abordó cómo los once estados rebeldes secesionistas en el sur recuperarían lo que la Constitución llama una "forma republicana de gobierno", y ser reasentados en el Congreso, el estado civil de los exlíderes de la Confederación, y el estatus constitucional y legal de los libertos, especialmente sus derechos civiles y si se les debe dar el derecho al voto. La intensa controversia estalló en todo el Sur sobre estos temas.
Las leyes y las enmiendas constitucionales que sentaron las bases de la fase más radical de la Reconstrucción se adoptaron entre 1866 y 1871. En la década de 1870, la Reconstrucción había otorgado oficialmente a los libertos los mismos derechos en virtud de la Constitución, y los afroamericanos estaban votando y ocupando cargos políticos. En las legislaturas republicanas, coaliciones de blancos y afroamericanos, establecieron los primeros sistemas de escuelas públicas y numerosas instituciones de caridad en el Sur. Las organizaciones paramilitares blancas, especialmente el Ku Klux Klan y también la Liga Blanca y Camisas Rojas se formaron con el objetivo político de expulsar a los republicanos. También interrumpieron la organización política y aterrorizaron a los afroamericanos para excluirlos de las urnas. El presidente Grant utilizó el poder federal para cerrar efectivamente el KKK a principios de la década de 1870, aunque los otros grupos más pequeños siguieron operando. De 1873 a 1877, los blancos conservadores (que se hacen llamar "Redentores") recuperaron el poder en los estados del sur.
En los años 1860 y 1870, los términos "radical" y "conservador" tenían significados distintivos. "Conservador" era el nombre de una facción, a menudo dirigida por la clase de dueños de plantación. Los líderes que habían sido whigs estaban comprometidos con la modernización económica, construida alrededor de ferrocarriles, fábricas, bancos y ciudades. La mayoría de los republicanos "radicales" en el norte eran hombres que creían en la integración de los afroamericanos al proporcionarles derechos civiles como ciudadanos, junto con la libre empresa; la mayoría también fueron modernizadores y ex whigs. Los "republicanos liberales" de 1872 compartían el mismo punto de vista, excepto que se oponían especialmente a la corrupción que veían alrededor del presidente Grant, y creían que los objetivos de la Guerra Civil se habían logrado para que la intervención militar federal ahora pudiera terminar.
La aprobación de las Enmiendas 13.ª, 14.ª y 15.ª es el legado constitucional de la Reconstrucción. Estas enmiendas de reconstrucción establecieron los derechos que llevaron a las sentencias de la Corte Suprema a mediados del siglo XX que acabaron con la segregación escolar. Una "Segunda Reconstrucción", iniciada por el Movimiento de Derechos Civiles, dio lugar a leyes de derechos civiles en 1964 y 1965 que terminaron con la segregación y volvieron a abrir las urnas a los afroamericanos.

## Reconstrucción estado por estado - fechas significativas
Georgia fue readmitida por primera vez en el Congreso de los Estados Unidos el 25 de julio de 1868, pero fue expulsada el 3 de marzo de 1869. Virginia había estado representada en el Senado de los Estados Unidos hasta el 3 de marzo de 1865 por el Gobierno Restaurado de Virginia.
| Reconstrucción en cada estado | Declarado la secesión   | Se une a la Confederación | Readmitido en el Congreso | El Partido Demócrata establece el control |
| ----------------------------- | ----------------------- | ------------------------- | ------------------------- | ----------------------------------------- |
| Carolina del Sur              | 20 de diciembre de 1860 | 8 de febrero de 1861      | 25 de junio de 1868       | 11 de abril de 1877                       |
| Misisipi                      | 9 de enero de 1861      | 8 de febrero de 1861      | 23 de febrero de 1870     | 4 de enero de 1876                        |
| Florida                       | 10 de enero de 1861     | 8 de febrero de 1861      | 25 de junio de 1868       | 2 de enero de 1877                        |
| Alabama                       | 11 de enero de 1861     | 8 de febrero de 1861      | 25 de junio de 1868       | 16 de noviembre de 1874                   |
| Georgia                       | 19 de enero de 1861     | 8 de febrero de 1861      | 15 de julio de 1870       | 1 de noviembre de 1871                    |
| Luisiana                      | 26 de enero de 1861     | 8 de febrero de 1861      | 25 de junio de 1868       | 2 de enero de 1877                        |
| Texas                         | 1 de febrero de 1861    | 2 de marzo de 1861        | 30 de marzo de 1870       | 14 de enero de 1873                       |
| Virginia                      | 17 de abril de 1861     | 7 de mayo de 1861         | 26 de enero de 1870       | 5 de octubre de 1869                      |
| Arkansas                      | 6 de mayo de 1861       | 18 de mayo de 1861        | 22 de junio de 1868       | 10 de noviembre de 1874                   |
| Carolina del Norte            | 20 de mayo de 1861      | 20 de mayo de 1861        | 25 de junio de 1868       | 28 de noviembre de 1870                   |
| Tennessee                     | 8 de junio de 1861      | 2 de julio de 1861        | 24 de julio de 1866       | 4 de octubre de 1869                      |